# فرودگاه میساوا
فرودگاه میساوا (به انگلیسی: Misawa Airport) یک فرودگاه نظامی و همگانی با کد یاتا MSJ است که یک باند فرود آسفالت و بتن دارد و طول باند آن ۳۰۵۰ متر است. این فرودگاه در شهر میساوا، آئوموری کشور ژاپن قرار دارد .

## شرکت‌های هواپیمایی و مقصدهای پروازی
| شرکت‌های هواپیمایی                          | مقصدهای پروازی |
| ------------------------------------------ | -------------- |
| خطوط هوایی ژاپن                            | هانه‌دا         |
| Japan Airlines اجرا توسط جی-ایر            | اوساکا، هانه‌دا |
| Japan Airlines اجرا توسط هوکایدو ایر سیستم | اوکاداما       |